# Thierry Martens
Thierry Martens (Leuven, 29 januari 1942 – Sint-Joost-ten-Node, 27 juni 2011) was een Belgisch scenarist van stripverhalen, schrijver en een tijdlang hoofdredacteur van het stripweekblad Spirou.

## Carrière
Martens behaalde een licentiaat in de politieke en sociale wetenschappen aan de Katholieke Universiteit Leuven. Zijn eindverhandeling ging over realisme en schematisme in het Belgische beeldverhaal.

### Dupuis
Martens is vooral bekend geworden als hoofdredacteur van Spirou, een taak die hij in 1969 overnam van Yvan Delporte. Hij bleef dit tot in 1977 en bleef daarna nog actief bij uitgeverij Dupuis. Tijdens zijn hoofdredacteurschap werden heel wat reeksen en auteurs gelanceerd. Dit was nodig nadat de verkoop van het weekblad sterk achteruit was gegaan en nadat enkele grote namen zoals André Franquin, Jean Roba, Eddy Paape, Jijé, Morris en Peyo hun bijdragen minderden, naar andere uitgeverijen stapten of reeksen stopten. Scenaristen Raoul Cauvin en Jean-Marie Brouyère kregen alle vrijheid van Thierry Martens. Nieuwe reeksen zoals Natasja, Archie Cash, Aymone en Dokter Zwitser werden gelanceerd. En nieuwe talenten kregen een kans via de rubriek Carte blanche. Thierry Martens kreeg echter ook tegenkanting. In 1977 verscheen kortstondig het supplement Le Trombone illustré op aansturen van André Franquin en oud-hoofdredacteur Yvan Delporte. In 1978 kreeg Martens een andere opdracht bij Dupuis: het uitbouwen van de albumafdeling. Die won aan belang omdat de lezers steeds meer interesse hadden in albums ten opzichte van stripbladen. Martens bleef tot zijn pensioen in 2006 aan de slag bij deze afdeling.
Naast hoofdredacteur was Martens ook scenarist voor een aantal reeksen, waaronder Natasja, Aryanne, Archie Cash, Aymone en Johnny Paraguay. Als scenarist werkte hij onder pseudoniemen zoals "Terence" en "Yves Varande". Voorts schreef hij mee aan artikels en boeken over strips, zoals Histoire de la Bande dessinée en France et en Belgique en Les mémoires de Spirou, en maakte hij inleidingen voor heruitgaven van detectivestrips. Voor Dupuis was hij lange tijd de enige auteur van begeleidende stukjes geschiedenis en kritiek en inleidingen voor strips van de uitgever. Het pseudoniem dat hij hiervoor gebruikte, "Monsieur Archive", werd later geparodieerd als "Monsieur Album", een bijnaam die hij kreeg toen hij op de albumafdeling werkte. Hij stond bekend als een kenner van alle bij Dupuis uitgegeven auteurs.

### Ander werk
Naast zijn werk in de stripwereld, werkte Martens onder het pseudoniem "Yves Varande" als auteur van sciencefictionboeken en politieromans, in het bijzonder pastiches van Sherlock Holmes. Hij schreef eveneens studies over het politiegenre.

## Trivia
Thierry Martens had cameo's in verschillende strips. Met zijn imposante gestalte en zijn pijp verscheen hij onder andere in Natasja (Een troon uit de lucht) en Rik Ringers (Duel met de beul).  
- Biblioteca Nacional de España: XX979445
- Bibliothèque nationale de France: cb12108688f (data)
- Gemeinsame Normdatei: 1114309028
- International Standard Name Identifier: 0000 0000 0655 788X
- Library of Congress Control Number: n80063959
- Nationale Bibliotheek van Israël: 987007364169405171
- Système universitaire de documentation: 029465001
- Virtual International Authority File: 4961126